# 坪阳庙乡
坪阳庙乡，是中华人民共和国湖南省株洲市攸县下辖的一个乡镇级行政单位。

## 行政区划
坪阳庙乡下辖以下地区：
联和村、宁家坪村、龙旺村、坪双村、坪塘村、坪台村、双松村、双凡村、龙泉村、笔伍村和黄公村。